# Суверенна държава
Суверенна държава е държава с определена територия, на която тя упражнява вътрешен и външен суверенитет, постоянно население, правителство и капацитет да влиза в отношения с други суверенни държави.
Така се нарича държавата, която нито е зависима, нито е субект на друга сила или държава.
Въпреки че, абстрактно погледнато, дадена суверенна държава може да съществува без да бъде призната от други суверенни държави, непризнатите държави често имат трудности пълноправно да подписват договори и да установяват дипломатически отношения с други суверенни държави.
Правителството на суверенната държава упражнява върховната власт и се разпорежда с природните богатства и всички имоти в рамките на държавната територия.
Всяка суверенна държава има правото да признае съществуването на друга суверенна държава в зависимост от собствените си политически и икономически интереси. Например в края на 2010 и началото на 2011 година Чили, Бразилия, Аржентина, Боливия, Еквадор, Куба, Венецуела и Коста Рика признават Палестина като „свободна и независима държава в границите от 1967 г.“, тоест не само Палестинската автономия, но и границите отпреди израелско-арабската Шестдневна война, при която бяха окупирани ивицата Газа и Западният бряг.

## История
Първите познати държави са създадени още в древен Египет, Месопотамия, Индия, Китай, Мексико (Ацтеките, Маите и други), Перу и др. но само в относително модерните времена държавите имат почти напълно разселени алтернативни „бездържавни“ форми на политическа организация на обществата по цялата планета. Скитнически банди ловци-събирачи и дори сравнително доста големи и сложен племенни общества, основани на пастирството или селското стопанство са съществували без постоянна държавна организация, а тези „бездържавни“ форми на политическа организация в действителност надделяват по време на праисторията и голяма част от историята на човешкия вид и цивилизация.
Първоначално държавите възникват на територии придобити чрез завоюване, в които е наложена единна култура, единни идеали и една група от закони, посредством сила или под заплаха на различни народи, от гражданската или военна бюрокрация. Това не винаги е така, а освен това съществуват и многонационални държави, щати и автономни области в рамките на държавите. Освен това мултикултурализмът е приет в много унитарни и национални държави, вследствие на различните процеси в човешката миграция, като преселване на населението, политическа миграция, имиграция и емиграция.
От края на 19 век, на практика цялата обитаема земя е разделена на области с повече или по-малко дефинирани граници, за които претендират определени държави. Преди, за доста големи площи земя или не е имало никакви претенции или са били необитаеми, или са били обитавани от номадски народи, които не са имали държавно устройство. Въпреки това, дори и в рамките на днешните държави има обширни територии с дива природа, като Амазонската джунгла, които са необитаеми или са обитаваните изключителни или предимно от местни хора (с някои от които все още не е осъществяван контакт). Също така има държави, които не упражняват де факто контрол над всички територии за които претендират или този контрол е силно оспорван (както в Сомалия).
Международната общност се състои от около 200 суверенни държави, по-голямата част от които са представени в Организацията на обединените нации. Тези държави формират това, което теоретиците по международни отношения наричат система, в която всяка държава взима предвид поведението на други държави при съставянето на собствената си оценка. От тази гледна точка, държавите в международната система, се изправят пред дилеми свързани с вътрешната и външна сигурност и легитимация. Понятието е доразвито в международната общност и се отнася до група държави, които имат установени правила, процедури и институции за поведението на техните отношения. По този начин фондацията се базира на основата на международното право, дипломация, официални режими и организации.

## Признаване
Признаването на държава означава решение на една суверенна държава, да разглежда друг субект също като суверенна държава.
Признаването може да бъде явно или неявно и като ефект, обикновено е с обратна сила. Не е задължително то да означава желанието да се създадат или поддържат дипломатически отношения.
Няма дефиниция, която да обрързва всички членове на общността на нациите с определени критерии за държавност. В реалната практика, критериите са главно политически, а не правни.
L.C. Green цитира признаването на неродените Полша и Чехия в Първата световна война и обяснява, че „тъй като признаването на държавността е въпрос на преценка, то е възможно всяка съществуваща държава, да приеме за държава, всеки субект, който желае, независимо от съществуването на територия или на установено правителство.
В международното право, обаче, има няколко теории за това, когато една държава може да бъде призната за суверенна.

## Допълнителна информация
- Chen, Ti-chiang. The International Law of Recognition, with Special Reference to Practice in Great Britain and the United States. London, 1951.
- Crawford, James. The Creation of States in International Law. Oxford University Press, 2005. ISBN 0-19-825402-4, стр. 15–24.
- Lauterpacht, Sir Hersch. Recognition in International Law. Cambridge, U.K., 1947.
- Raič, D. Statehood and the Law of Self-determination. Martinus Nijhoff Publishers, 2002. ISBN 978-90-411-1890-5. стр. 29 (with reference to Oppenheim in International Law Vol. 1 1905 стр. 110)